# Zbór Kościoła Adwentystów Dnia Siódmego w Gorlicach
Zbór Kościoła Adwentystów Dnia Siódmego w Gorlicach – zbór adwentystyczny w Gorlicach, należący do okręgu wschodniego diecezji południowej Kościoła Adwentystów Dnia Siódmego w RP.
Pastorem zboru jest kazn. sen. Mariusz Sobkowiak. Nabożeństwa odbywają się każdej soboty o godz. 9.30.